# Programme Mars Surveyor
Le programme Mars Surveyor est un ensemble de missions spatiales de la NASA à bas coût dont l'objectif était d'explorer la planète Mars. Le programme devait lancer une paire de sondes spatiales vers Mars tous les deux ans à compter de 1996 jusqu'en 2005. Après la brillante réussite de la mission Mars Global Surveyor le double échec en 1999 des missions Mars Polar Lander et Mars Climate Orbiter met fin au programme. 

## Contexte

### L'échec du programmeMars Observeret l'adoption dubetter, faster, cheaper
La NASA lance au milieu des années 1970 les deux missions du programme Viking qui étudient avec succès la planète Mars. Mais les contraintes budgétaires obligent l'agence spatiale à attendre 17 ans avant de pouvoir lancer la mission martienne suivante Mars Observer. Celle-ci est la sonde spatiale la plus coûteuse développée jusque-là par la NASA. Mars Observer décolle pour Mars le 21 août 1993 mais trois jours avant l’insertion sur son orbite martienne, le contact avec la sonde spatiale est définitivement perdu sans doute à la suite d'une fuite des ergols ayant entraîné une perte du contrôle d'attitude. L'échec de cette mission entraîne une révision complète de la stratégie américaine d’exploration du système solaire. L'agence décide de lancer désormais des sondes spatiales moins sophistiquées mais à budget réduit : l'objectif est de ne pas tout perdre en cas d’échec tout en permettant la réalisation d'un plus grand nombre de missions avec un cycle de développement raccourci. C’est le « better, faster, cheaper » (en français : « mieux, plus vite, moins cher ») qui devient la devise du nouveau programme Discovery (l'exploration de Mars n'entre pas dans le périmètre de ce programme).

### Création du programmeMars Surveyor
Un programme d'exploration martien ambitieux est mis en place en appliquant ce nouveau dogme : à chaque conjonction favorable de Mars et de la Terre (environ tous les deux ans), la NASA prévoit d’envoyer à la fois une sonde spatiale de type orbiteur, qui doit effectuer ses observations depuis une orbite martienne, et une autre de type atterrisseur, chargée de se poser sur le sol martien pour y recueillir des données scientifiques. Un budget annuel de 156 millions US$ est assigné au programme. Cette somme inclut les couts de lancement et les couts opérationnels. Quel que soit son contenu, chaque mission doit tenir dans ce budget. Le programme inclut également un volet éducatif important. La recherche de synergie avec les programmes spatiaux d'autres pays est prévu. Compte tenu de la nécessité de réduire la taille et la masse de chaque sonde spatiale pour tenir le budget, le programme doit stimuler l'utilisation de nouvelles technologies pouvant répondre à ces contraintes 

### Objectifs scientifiques
Les objectifs poursuivis par le programme portent sur trois thèmes : la recherche de la vie passée et présente à la surface de Mars, l'étude du climat et les origines et l'évolution de la planète. Le programme fait l'objet peu après son démarrage d'une évaluation par les instances académiques scientifiques. Tout en reconnaissant le potentiel d'une succession rapide de missions, les experts consultés relèvent que certains objectifs scientifiques de l'exploration martienne tels que l'aéronomie, l'étude de la structure interne et de la sismicité de la planète et une étude sophistiquée de la vie passée et présente sur Mars ne sont à première vue pas intégrés dans le programme. Ils soulignent que la taille réduite des engins spatiaux ne permettra pas de remplir certains objectifs complexes. Enfin le cout réduit de chaque mission interdit d'inclure le développement de nouveaux instruments scientifiques condition pourtant nécessaire pour effectuer des percées décisives. La NASA apporte une réponse partielle à ce besoin en mettant sur pied en parallèle le programme New Millennium uniquement consacré à la mise au point de nouveaux équipements et instruments.

## Mise en place du programme

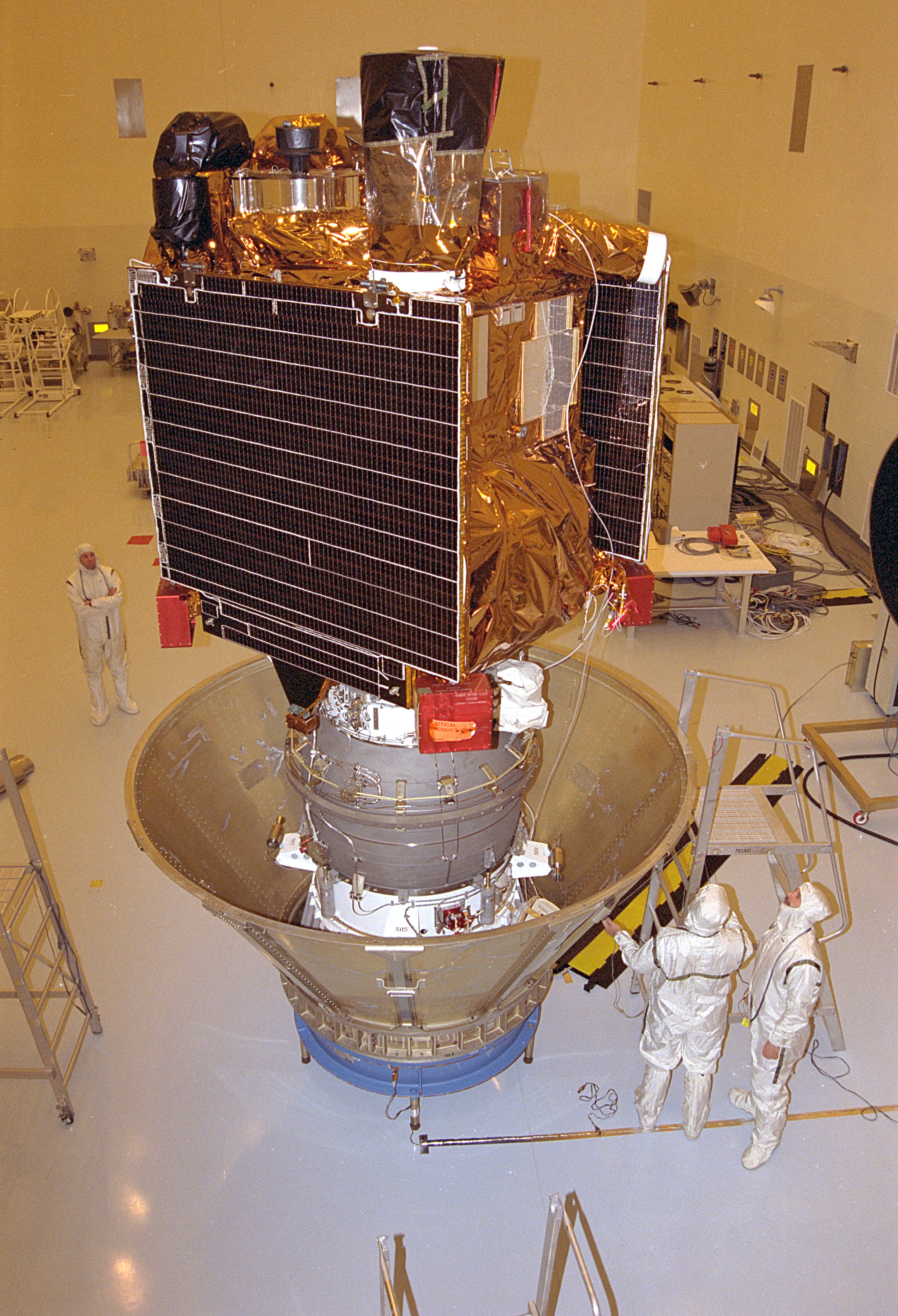
Préparation de Mars Global Surveyor avant son lancement.

La NASA confie au JPL le soin de mener à bien le programme martien refondu baptisé Mars Surveyor en référence au programme Surveyor dont les atterrisseurs avaient joué le rôle d'éclaireur pour les missions lunaires du programme Apollo. Les objectifs assignés initialement à la sonde Mars Observer perdue en vol, sont répartis entre les orbiteurs beaucoup plus légers du nouveau programme : des copies des instruments scientifiques développés pour Mars Observer seront donc embarqués sur ces nouvelles sondes En février 1994, l'agence spatiale demande au Congrès un budget de 77 millions de dollars pour lancer le développement des premières sondes spatiales. Mars Global Surveyor (que l'on peut traduire par « Inspecteur général de Mars »), en abrégé MGS, est le premier engin de la série. Son lancement est prévu en 1996. Il doit être suivi par une paire de sondes spatiales à chaque conjonction favorable de Mars et de la Terre soit environ tous les deux ans jusqu'en 2005 : 1998, 2001, 2003 et 2005. L'un des engins de type orbiteur doit effectuer ses observations depuis l'orbite martienne tandis que l'autre de type atterrisseur doit se poser sur le sol martien pour y recueillir des données scientifiques sur le sol et l'atmosphère. À la recherche d'économies d'échelle, la NASA passe en 1995 un accord avec Lockheed Martin Astronautics à Denver dans le Colorado pour la construction de ces sondes spatiales à bas coût.

## Mars Global Surveyor
La durée du développement de la tête de série du programme, Mars Global Surveyor, est une des plus courtes du programme spatial américain (28 mois). Pour limiter les coûts, la sonde spatiale embarque des instruments scientifiques et des équipements identiques à ceux développés pour Mars Observer. La mission qui s'achève en 2006 soit près de 10 ans après son lancement en novembre 1996 est un succès, fournissant des images très détaillées de Mars et en mettant en évidence des indices démontrant la présence dans un passé plus ou moins lointain à la surface.

## Mars Pathfinder
Bien que faisant partie du programme Discovery, Mars Pathfinder est parfois considérée comme faisant partie de la première génération du programme Mars Surveyor, pendant au sol de Mars Global Surveyor (il est lancé un mois après cette sonde spatiale). Mars Pathfinder est essentiellement une mission technologique qui permet de valider une nouvelle méthode d'atterrissage (airbag) et emporte le premier rover aux capacités toutefois limitées.  

## Mars Climate Orbiter

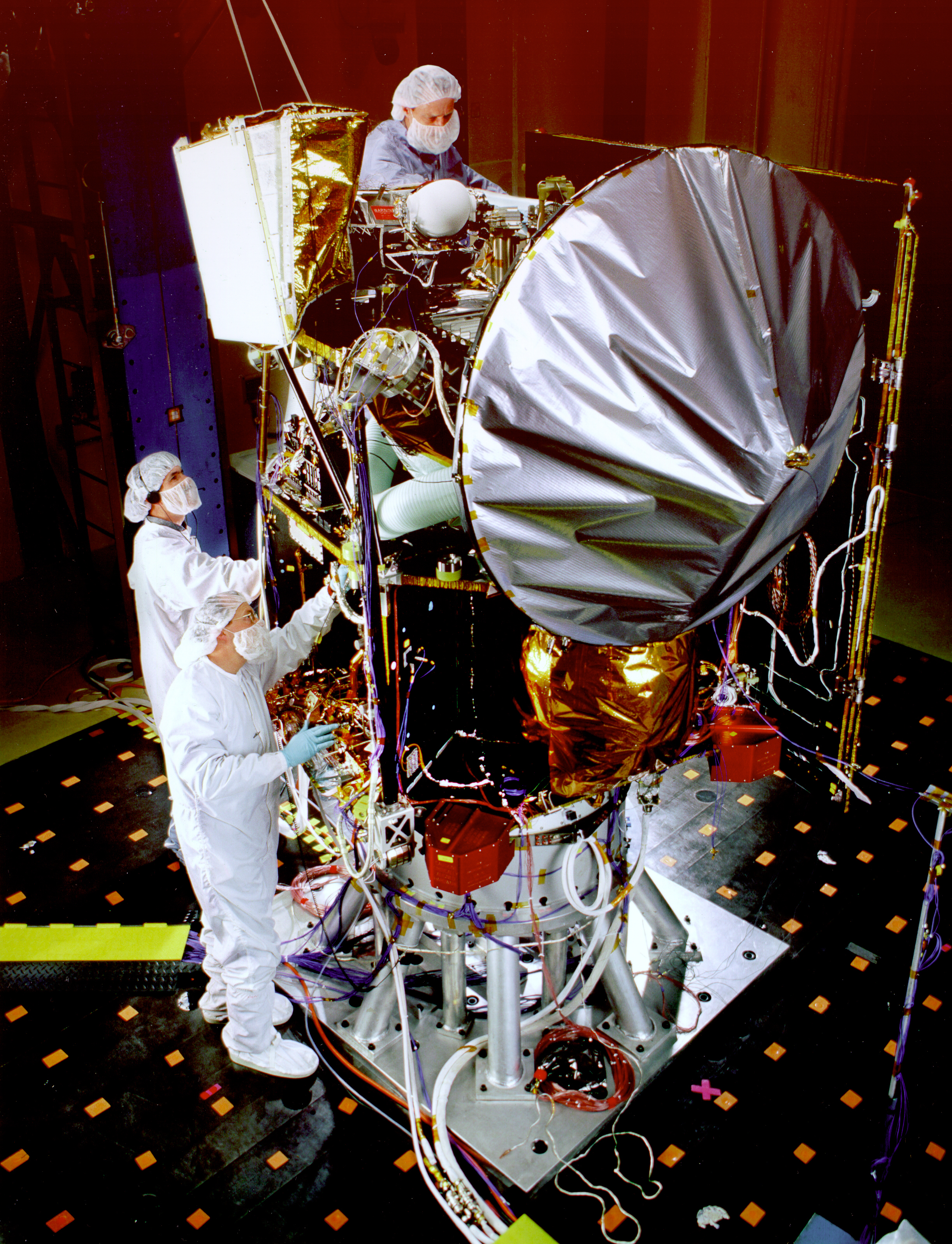
Mars Climate Orbiter en cours de test.

Mars Climate Orbiter est la première des deux missions Surveyor lancées en 1998. C'est un orbiteur de petite taille d'une masse au lancement de 629 kg. La sonde spatiale emporte deux instruments : une caméra permettant de prendre des images en lumière visible et dans l'infrarouge ainsi qu'un radiomètre collectant des données dans les mêmes longueurs d'onde. Mars Climate Orbiter est lancée le 11 décembre 1998 par une fusée Delta II. Après un transit de 7 mois entre la Terre et Mars, elle entame les manœuvres d'insertion sur une orbite martienne le 23 septembre de la même année. À la suite d'une erreur du logiciel utilisé pour le calcul de sa trajectoire, la sonde se place sur une orbite trop basse et est détruite en traversant à grande vitesse la partie supérieure de l'atmosphère martienne.

## Mars Polar Lander

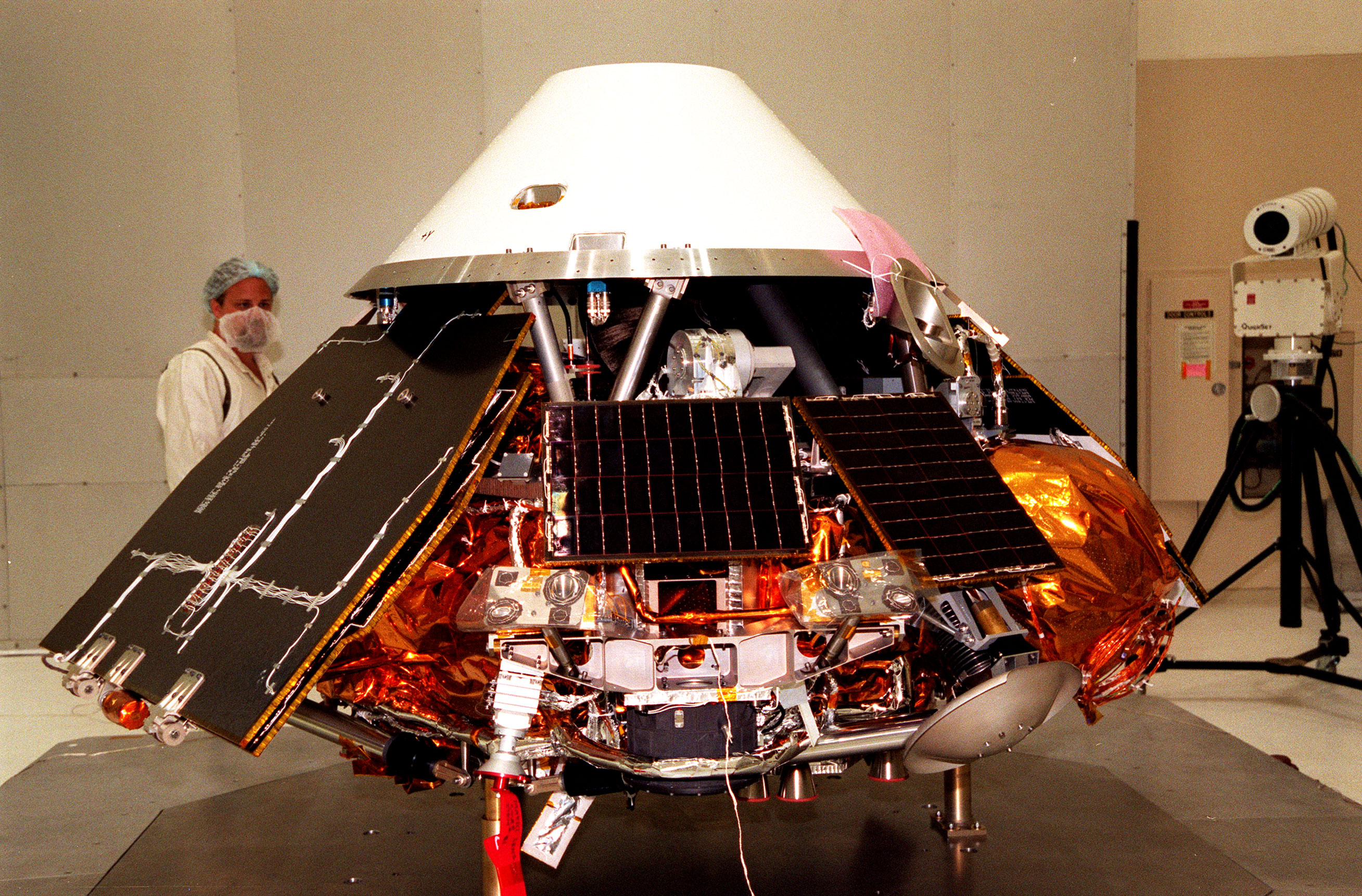
L'atterrisseur Mars Polar Lander en cours d'assemblage avec une partie du bouclier thermique arrière.

Mars Polar Lander est la deuxième missions Surveyor lancées en 1998. C'est un atterrisseur (engin ne disposant d'aucune mobilité) qui doit se poser dans la région de Planum Australe près du pôle nord martien pour étudier le sol riche en composés volatils ainsi que l'atmosphère. La masse au lancement de la sonde spatiale est de 576 kilogrammes et elle emporte un nombre réduit d'instruments scientifiques. La sonde spatiale transporte également deux pénétrateurs Deep Space 2) expérimentaux qui doivent, après avoir été largués avant la rentrée atmosphérique, s'enfoncer dans le sol à grande vitesse et collecter des données sur celui-ci. Mars Polar Lander est lancée le 3 janvier 1999 par une fusée Delta II 7425. Après un transit entre la Terre et Mars d'une durée de 11 mois, elle pénètre dans l'atmosphère de la planète le 3 décembre 1999. Les ingénieurs de la NASA perdent tout contact avec Mars Polar Lander qui s'écrase sans doute sur le sol de la planète. La commission d'enquête créée par la NASA met en évidence plusieurs causes possibles sans certitude faute de disposer de télémesures. La piste la plus sérieuse est un arrêt prématuré des rétrofusées dans la phase finale de l'atterrissage. L'anomalie serait due à une erreur de conception du logiciel pilotant l'atterrisseur. Les pénétrateurs sont également perdus à la suite de défaillances indépendantes.

## Conséquences des échecs des missionsSurveyorsur le programme de la NASA
Cet échec se produit quelques mois après celui de Mars Climate Orbiter. La perte en quelques mois d'intervalle de trois sondes spatiales martiennes (Mars Climate Orbiter, Mars Polar Lander et Deep Space 2) est une énorme claque pour la NASA et en particulier pour l'administrateur de l'agence spatiale Daniel Goldin, promoteur du faster, cheaper, better (en français : « plus fréquent, moins cher, plus performant »). Le JPL avait par ailleurs perdu au début de l'année 1999 et peu après son lancement le télescope spatial à bas cout WIRE à la suite de la fuite de son liquide réfrigérant due à une erreur de conception. Goldin, tout en faisant des excuses publiques lors d'un déplacement au Jet Propulsion Laboratory (établissement gestionnaire du programme), décide de maintenir sa décision de favoriser les missions à faible cout pour l'exploration du système solaire. Il confirme qu'il est exclu de revenir à la politique antérieure des missions très couteuses. La commission d'enquête ayant souligné que le coût des missions perdues avait dès le départ des développements été sous-évalué d'environ 30 %, Goldin annonce que désormais ces missions auront un budget adapté à leur besoin. Les missions martiennes suivantes ainsi que celles du programme Discovery permettront effectivement à cette stratégie de porter ses fruits avec une série ininterrompue de succès, toutefois sans bloquer complètement le développement de missions beaucoup plus ambitieuses (Mars Science Laboratory).

## L'annulation des missionsMars Surveyor2001 et 2003

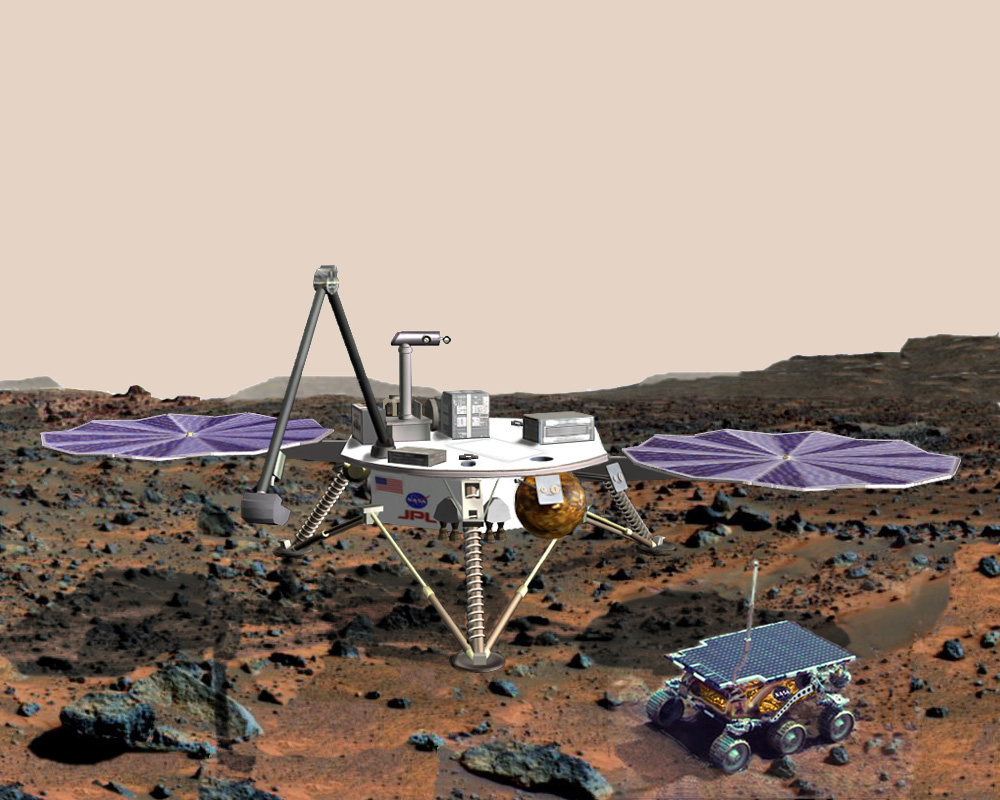
Vue d'artiste de l'atterrisseur Mars Surveyor 2001 Lander dont une grande partie des éléments seront recyclés pour la mission Phoenix lancée en 2007.

Dans l'immédiat la NASA décide de revoir la conception des missions Mars Surveyor et en conséquence annule le développement des sondes spatiales en cours. Seul l'orbiteur Mars Surveyor 2001 Orbiter, aux caractéristiques très proches de Mars Climate Orbiter dont la conception n'a pas été remise en cause par la perte de la sonde spatiale, sera lancé en 2001 sous l'appellation 2001 Mars Odyssey. Par contre Mars Surveyor 2001 Lander, dont l'assemblage final doit s'achever quatre mois plus tard, est annulé et la sonde spatiale est placée en réserve. Cet engin spatial devait utiliser beaucoup plus tôt durant la descente ses rétrofusées alors de réaliser un atterrissage de précision (dans une ellipse de 10 kilomètres) Sa charge utile principale était un rover aux caractéristiques très proches de celles de Sojourner (Mars Pathfinder) baptisé Marie Curie. Les objectifs scientifiques initialement très ambitieux avaient dû être fortement réduits pour des raisons budgétaires. La sonde spatiale sera par la suite sortie de la réserve et remise en état sous l'appellation Phoenix lancée en 2007. Le projet prévu pour 2001 avait été reporté en 2003. Mars Surveyor 2003 Lander devait emporter un astromobile (rover) aux capacités très proches des rovers MER. Cet engin long de 1 mètre, haut de 50 centimètres utilisait 6 roues lui permettant de franchir des obstacles de 30 centimètres. Le rover disposait d'un mat déployable et inclinable servant de support à des caméras utilisés pour les objectifs scientifiques et la navigation. Une mini-foreuse fixée sous le ventre de l'engin dont les opérations pouvaient être surveillées par une caméra. Un prototype baptisé FIDO (en anglais : Field Integrated Design and Operations) avait été testé de manière intensive en 1999 dans le désert de Mojave et en 2000 au Texas effectuant avec succès des traversées de 600 mètres. Le rover devait embarquer un ensemble d'instruments baptisé Athena mis au point dans le cadre d'un projet proposé dans le cadre du programme Discovery. Celui-ci comprenait 14 caméras pour la navigation et la science, un spectromètre à rayons X, un spectromètre Mossbauer et une spectromètre infrarouge. Le rover devait également préparer la future mission de retour d'échantillons martiens et stocker dans un container 92 échantillons de sol. Les missions de 2001 devaient emporter également plusieurs instruments destinés à préparer une mission avec équipage sur le sol de Mars et développés par l'entité Human Exploration and Development of Science rattachée au centre spatial Johnson. Ces instruments comprenaient un détecteur de radiation destiné à mesurer l'exposition d'un équipage aux rayonnements nocifs durant le transit vers Mars et à la surface.

## Historique des missions
| Mission                    | Date lancement | Type                            | Objectif                                           | Caractéristiques                                 | Commentaire                                                                     |
| -------------------------- | -------------- | ------------------------------- | -------------------------------------------------- | ------------------------------------------------ | ------------------------------------------------------------------------------- |
| Mars Surveyor 1996         |                |                                 |                                                    |                                                  |                                                                                 |
| Mars Pathfinder            | 4/12/1996      | Rover                           | Validation technologique                           |                                                  | Première utilisation airbag pour l'atterrissage sur Mars, premier rover martien |
| Mars Global Surveyor       | 7/11/1996      | Orbiteur                        | Étude de la surface et de l'atmosphère martienne   |                                                  |                                                                                 |
| Mars Surveyor 1998         |                |                                 |                                                    |                                                  |                                                                                 |
| Mars Climate Orbiter       | 11/12/1998     | Orbiteur                        | Étude du climat                                    |                                                  | Échec de la mission                                                             |
| Mars Polar Lander          | 3/1/1999       | Atterrisseur                    | Etude in situ de la calotte polaire sud            |                                                  | Échec de la mission                                                             |
| Mars Surveyor 2001         |                |                                 |                                                    |                                                  |                                                                                 |
| Mars Surveyor 2001 Orbiter | 2001           | Orbiteur                        |                                                    |                                                  | Mission annulée ==> 2001 Mars Odyssey                                           |
| Mars Surveyor Lander 2001  | 2001           | Rover                           | Préparation mission avec équipage                  | Rover Marie Curie copie de Sojourner             | Mission annulée ==> Phoenix                                                     |
| Mars Surveyor 2003         |                |                                 |                                                    |                                                  |                                                                                 |
| Mars Surveyor 2003 Lander  | 2003           | Rover et atterrisseur           | Recueil d'échantillons pour futur retour sur Terre | Orbiteur fourni par l'Agence spatiale européenne | Mission annulée                                                                 |
| Mars Surveyor 2005         |                |                                 |                                                    |                                                  |                                                                                 |
|                            | 2005           | Orbiteur, rover et atterrisseur | Échantillons de sol martien ramenés sur Terre      | Participation du CNES                            | Mission annulée                                                                 |